# Trigoniulus andropygus
Trigoniulus andropygus är en mångfotingart som beskrevs av Carl Graf Attems 1917. Trigoniulus andropygus ingår i släktet Trigoniulus och familjen Trigoniulidae. Inga underarter finns listade i Catalogue of Life.